# Mervyn Rose
Mervyn Gordon Rose (Coffs Harbour, Nova Gal·les del Sud, Austràlia, 23 de gener de 1930 − Coffs Harbour, 24 de juliol de 2017) va ser un tennista australià durant la dècada de 1950.
Va guanyar un total de set títols de Grand Slam entre les tres modalitats: dos individuals, quatre dobles masculins i un dobles mixts repartits en tots quatre torneigs. Va formar part de l'equip australià de Copa Davis i va col·laborar en la consecució del títol en diverses ocasions. Va esdevenir professional l'any 1959 i també va exercir com a entrenador de tennis de diversos tennistes masculins i femenins.
Va ser condecorat amb l'Australian Sports Medal l'any 2000 i nombrat Membre de l'Orde d'Austràlia (AM) el 2006. Va ser inclòs a l'International Tennis Hall of Fame l'any 2001.

## Torneigs de Grand Slam

### Individual: 3 (2−1)
| Resultat  | Núm. | Any  | Torneig                  | Oponent      | Marcador           |
| --------- | ---- | ---- | ------------------------ | ------------ | ------------------ |
| Finalista | 1.   | 1953 | Australian Championships | Ken Rosewall | 0−6, 3−6, 4−6      |
| Guanyador | 1.   | 1954 | Australian Championships | Rex Hartwig  | 6−2, 0−6, 6−4, 6−2 |
| Guanyador | 2.   | 1958 | Internationaux de France | Luis Ayala   | 6−3, 6−4, 6−4      |

### Dobles masculins: 11 (4−7)
| Resultat  | Núm. | Any  | Torneig                      | Parella          | Oponents                       | Marcador                  |
| --------- | ---- | ---- | ---------------------------- | ---------------- | ------------------------------ | ------------------------- |
| Finalista | 1.   | 1951 | US Championships             | Don Candy        | Ken McGregor Frank Sedgman     | 8−10, 4−6, 6−4, 5−7       |
| Finalista | 2.   | 1952 | Australian Championships     | Don Candy        | Ken McGregor Frank Sedgman     | 4−6, 5−7, 3−6             |
| Guanyador | 1.   | 1952 | US Championships             | Vic Seixas       | Ken McGregor Frank Sedgman     | 3−6, 8−10, 10−8, 6−8, 8−6 |
| Finalista | 3.   | 1953 | Australian Championships (2) | Don Candy        | Lew Hoad Ken Rosewall          | 11−9, 4−6, 8−10, 4−6      |
| Finalista | 4.   | 1953 | Internationaux de France     | Clive Wilderspin | Lew Hoad Ken Rosewall          | 2−6, 1−6, 1−6             |
| Finalista | 5.   | 1953 | Wimbledon Championships      | Rex Hartwig      | Lew Hoad Ken Rosewall          | 4−6, 5−7, 6−4, 5−7        |
| Guanyador | 2.   | 1953 | US Championships (2)         | Rex Hartwig      | Gardnar Mulloy Bill Talbert    | 6−4, 4−6, 6−2, 6−4        |
| Guanyador | 3.   | 1955 | Australian Championships     | Rex Hartwig      | Neale Fraser Clive Wilderspin  | 6−3, 6−4, 6−2             |
| Guanyador | 4.   | 1954 | Wimbledon Championships      | Rex Hartwig      | Vic Seixas Tony Trabert        | 6−4, 6−4, 3−6, 6−4        |
| Finalista | 6.   | 1956 | Australian Championships (3) | Don Candy        | Lew Hoad Ken Rosewall          | 8−10, 11−13, 4−6          |
| Finalista | 7.   | 1957 | Internationaux de France (2) | Don Candy        | Malcolm Anderson Ashley Cooper | 3−6, 0−6, 3−6             |

### Dobles mixts: 5 (1−4)
| Resultat  | Núm. | Any  | Torneig                      | Parella             | Oponents                   | Marcador      |
| --------- | ---- | ---- | ---------------------------- | ------------------- | -------------------------- | ------------- |
| Finalista | 1.   | 1951 | Internationaux de France     | Thelma Coyne Long   | Doris Hart Frank Sedgman   | 5−7, 2−6      |
| Finalista | 2.   | 1951 | Wimbledon Championships      | Nancye Wynne Bolton | Doris Hart Frank Sedgman   | 5−7, 2−6      |
| Finalista | 3.   | 1951 | US Championships             | Shirley Fry         | Doris Hart Frank Sedgman   | 3−6, 2−6      |
| Finalista | 4.   | 1953 | Internationaux de France (2) | Maureen Connolly    | Doris Hart Vic Seixas      | 6−4, 4−6, 0−6 |
| Guanyador | 1.   | 1957 | Wimbledon Championships      | Darlene Hard        | Althea Gibson Neale Fraser | 6−4, 7−5      |

## Palmarès

### Equips: 3 (3−0)
| Resultat  | Núm. | Data                        | Torneig                          | Superfície | Equip                                   | Oponents                                                   | Marcador |
| --------- | ---- | --------------------------- | -------------------------------- | ---------- | --------------------------------------- | ---------------------------------------------------------- | -------- |
| Guanyador | 1.   | 26 − 28 de desembre de 1951 | Copa Davis, Sydney, Austràlia    | Gespa      | Ian Ayre Ken McGregor Frank Sedgman     | Ted Shroeder Dick Savitt Vic Seixas Tony Trabert           | 3−2      |
| Guanyador | 2.   | 29 − 31 de desembre de 1952 | Copa Davis, Adelaida, Austràlia  | Gespa      | Lew Hoad Ken McGregor Frank Sedgman     | Straight Clark Hamilton Richardson Vic Seixas Tony Trabert | 4−1      |
| Guanyador | 3.   | 26 − 28 de desembre de 1957 | Copa Davis, Melbourne, Austràlia | Gespa      | Mal Anderson Ashley Cooper Neale Fraser | Barry Mackay Gardnar Mulloy Vic Seixas                     | 3−2      |

## Trajectòria

### Individual
| Australian Championships                                                                                                  | 3R | QF | QF | SF | F  | G  | QF | QF | A  | SF | Professional | Professional | Professional | Professional | 1R | 2R | 1 / 11 |
| Internationaux de France                                                                                                  | A  | 3R | QF | 4R | 4R | QF | QF | A  | SF | G  | Professional | Professional | Professional | Professional | A  | A  | 1 / 8  |
| Wimbledon | A  | 3R | 1R | SF | SF | QF | 2R | A  | QF | SF | Professional | Professional | Professional | Professional | A  | A  | 0 / 8  |
| US Championships | A  | 2R | 4R | SF | 4R | A  | A  | A  | A  | A  | Professional | Professional | Professional | Professional | A  | A  | 0 / 4  |
| Llegenda: G: Guanyador; F: Finalista; SF: Semifinalista; QF: Quarts de final; Q: Qualificació; A: Absent; RR: Round Robin |    |    |    |    |    |    |    |    |    |    |              |              |              |              |    |    |        |

### Dobles masculins
| Open d'Austràlia | 1R | 2R | 2R | 1R | 0 / 4 |
| Roland Garros | A  | A  | A  | A  | 0 / 0 |
| Wimbledon | A  | A  | A  | A  | 0 / 0 |
| US Open | A  | A  | A  | A  | 0 / 0 |
| Llegenda: G: Guanyador; F: Finalista; SF: Semifinalista; QF: Quarts de final; Q: Qualificació; A: Absent; RR: Round Robin |    |    |    |    |       |